# The Leprechaun
The Leprechaun jest niezależnie wydanym debiutanckim albumem amerykańskiego rapera Lil’ Flipa. Promowany był singlem „I Can Do Dat”.

## Lista utworów

### CD 1
1. „Da Freestyle King Award"
2. „I Got (Flow)”
3. „Everyday” (feat. B.G./Lil’ Marice/T.A.Z./Cresia)
4. „My Block” (feat. Crime/Dante/Godfather)
5. „Gotta Be Me” (feat. Cresia)
6. „Put Ya Fist Up” (feat. South Park Mexican/Yung Redd)
7. „Boxers” (feat. Deep Threat)
8. „On Point” (feat. Big James)
9. „Skit #1 The Copycat"
10. „Y'all"
11. „Dirty South” (feat. Yung Redd/Big Hawk)
12. „My Dogz” (feat. Scoopastar/Will-Lean/B.G. Duke/T.A.Z.)
13. „Cut 4 U"
14. „The Biz” (feat. Hump)
15. „Skit #2 Purple Drank"
16. „Candy Cars” (feat. Ron Wilson/Chris Ward/Lil Key/Big Shasta/Will-Lean/C-Note)
17. „Green Rectanglez” (feat. Scoopastar)
18. „Skit #3 The Dentist"
19. „I Can Do Dat"

### CD 2
1. "Soufside Still Holdin'  [Radio] "
2. „Lil Flip"
3. "Soufside Still Holdin'  [Street] "
4. „Da Freestyle King"